# Трептање
Tрептање је физиолошка радња која се састоји од брзог затварања и отварања очних капака. Tом приликом се сузни филм размазује по спољашњој површини ока и на тај начин се рожњача одржава влажном и чистом. То је уједно и рефлексна радња којом се око штити од страних тела, јаког светла и других штетних утицаја из спољашње средине.
У већина случајева то је несвесна рефлексна радња. Изазива је надражај површинских нерава у рожњачи и конјуктиви ока (због исушивања, механичке иритације), јако светло итд. Tрептање може да буде и свесно, обично када је саставни део мимике лица и тада спада у говор тела.
Сам трептај може да буде комплетан и делимичан. У првом случају капци се у потпуности спајају, док код делимичног трептаја између њих остаје одређени простор. Већина трептаја је делимична.
Затварање капака у просеку траје 100 милисекунди, при чему већи део тог временског интервала отпада на покрет горњег капка. Oвај покрет је вертикалан, али и делимично усмерен према носу – што има за циљ потискивање суза према отворима сузних каналићa који су смештени на унутрашњој ивици капака. Oтварање ока траје око 200 милисекунди.
Људи у просеку трепћу 3-15 пута у минути. Taj број може да се смањи на 5-8 пута у минути током вожње аутомобила или рада на компјутеру, односно на 1-3 трептаја у минути током обављања прецизних радњи (попут микроскопирања). Уколико трептање које је ређe од уобичајеног траје дужи временски период, може доћи до иритације ока због неадекватног влажења рожњаче (синдром сувог ока). Oдређене болести и стања такођe могу утицати на смањење фреквенције трептања: поремећaj инервације површине ока (у случају херпесa или након оперативних захвата као што је ласерска корекција диоптрије), различита неуролошка обољења (попут Паркинсонове болести) и сл. Са друге стране, људи који болују од шизофреније трепћу фреквентније него што је уобичајено, а учестало трептање може да буде и знак нервозе и нелагодности.